# OpenFX
OpenFX est un programme libre de modélisation et animation 3D créé par Stuart Ferguson.

## Historique des versions
| Version | Date de sortie     |
| ------- | ------------------ |
| Bêta    | 15 janvier, 2001   |
| 1.0     | 9 février, 2001    |
| 1.1     | 22 juillet, 2004   |
| 1.5     | 22 septembre, 2005 |
| 1.7     | 3 novembre, 2006   |
| 2.0     | 15 septembre, 2007 |
| 2.4     | 8 mars 2015        |